# Rose McGowan
Rose Arianna McGowan (ur. 5 września 1973 we Florencji) – amerykańska aktorka.

## Życiorys

### Wczesne lata
Rose urodziła się we Florencji jako druga z sześciorga dzieci państwa McGowan. Jej matka, Terri, była amerykańską pisarką francuskiego pochodzenia, a ojciec Daniel potomkiem irlandzkich imigrantów. Jako dziecko pozowała do włoskich magazynów. Wychowywała się w sekcie Dzieci Boga we Włoszech. Ojciec porzucił rodzinę i uciekł z nianią. Rodzice rozwiedli się i McGowan wyjechała z matką do Ameryki. Jeden z kochanków jej matki przekonał ją, że Rose zażywa narkotyki, w wyniku czego 14-latka trafiła do kliniki odwykowej, mimo że, jak twierdziła, nigdy nie była uzależniona. Po opuszczeniu odwyku zamieszkała z ojcem w Montrealu, by następnie próbować sił jako modelka i studentka akademii sztuki w Seattle. W wieku 15 lat McGowan prawnie uniezależniła się od rodziców. Pojechała do Los Angeles, gdzie zauważono jej aktorski talent. Uczęszczała do Roosevelt High School i Nova Alternative High School, a następnie studiowała na Uniwersytet Kalifornijski w Los Angeles.

### Kariera
Pierwszą rolę dostała w 1990 roku w serialu True Colors. Przełom jednak przyszedł pięć lat później wraz z występem u Gregga Arakiego w obrazie Doom Generation – Stracone pokolenie. Za rolę Amy Blue, szalonej, nihilistycznej wielbicielki speedu, otrzymała nominację do Independent Spirit Award dla najlepszej debiutantki. Kolejnym krokiem w stronę popularności był sukces komercyjny Krzyku, gdzie wcieliła się w blond piękność Tatum. Wbrew oczekiwaniom McGowan „nie ruszyła na podbój” Hollywood, wybierając kino niezależne. Można ją było zobaczyć ponownie u Arakiego w obrazie Donikąd, a także w Odwiecznym wrogu z Peterem O’Toolem. Bardzo spodobała się w filmie Na całość, gdzie zagrała kochankę Jeremy’ego Daviesa. Potem był Powrót do Bostonu, Całkowite oddanie i Cukiereczek. 
W 2001 dołączyła do stałej obsady serialu Czarodziejki (jako Paige Matthews), gdy Shannen Doherty ją opuściła. Ważny w jej karierze był także występ w miniserialu Elvis z Jonathanem Rhys-Myersem, gdzie zagrała aktorkę Ann-Margret. Na duży ekran powróciła thrillerem noir Czarna Dalia Briana De Palmy w 2006 roku. Rok później można ją było zobaczyć w obu segmentach projektu Grindhouse Quentina Tarantino i Roberta Rodrigueza. 
W 2007 magazyn „Maxim” umieścił ją na 44. miejscu notowania stu najgorętszych kobiet.

## Życie prywatne
W 1999 zaręczyła się z Marilyn Mansonem. Para rozstała się w 2001 roku, co McGowan wytłumaczyła zbyt rozrywkowym trybem życia muzyka, w którym ważne miejsce zajmowały narkotyki. Spotykała się potem z Kipem Pardue, Ahmetem Zappą i Davidem Zinczenko. Była zaręczona z Robertem Rodriguezem, ale rozstali się w 2009 roku. W 2011 roku związała się z Robem Adamsem. W 2013 zaręczyła się z artystą wizualnym Daveyem Detailem. Ślub odbył się 12 października 2013. Jednak 10 listopada 2016 doszło do rozwodu.
30 stycznia 2018 wydała książkę Brave, w której dokładnie przedstawia wydarzenia z 1997 na festiwalu Sundance, gdzie pokazywano jej film Na całość. Tam poznała producenta Harveya Weinsteina, który po pokazie zaprosił młodą aktorkę na spotkanie do restauracji, które następnie przeniosło się do pokoju hotelowego, gdzie miał ją zgwałcić.

## Nagrody i nominacje
| Rok  | Nagroda                  | Kategoria                      | Film                                        | Rezultat  |
| ---- | ------------------------ | ------------------------------ | ------------------------------------------- | --------- |
| 1996 | Independent Spirit Award | Najlepszy debiut aktorski      | Doom Generation – Stracone pokolenie (1995) | Nominacja |
| 1999 | Złoty Popcorn            | Najlepszy czarny charakter     | Cukiereczek (1999)                          | Nominacja |
| 2008 | Saturn                   | Najlepsza aktorka drugoplanowa | Grindhouse: Planet Terror (2007)            | Nominacja |

## Filmografia

### Filmy

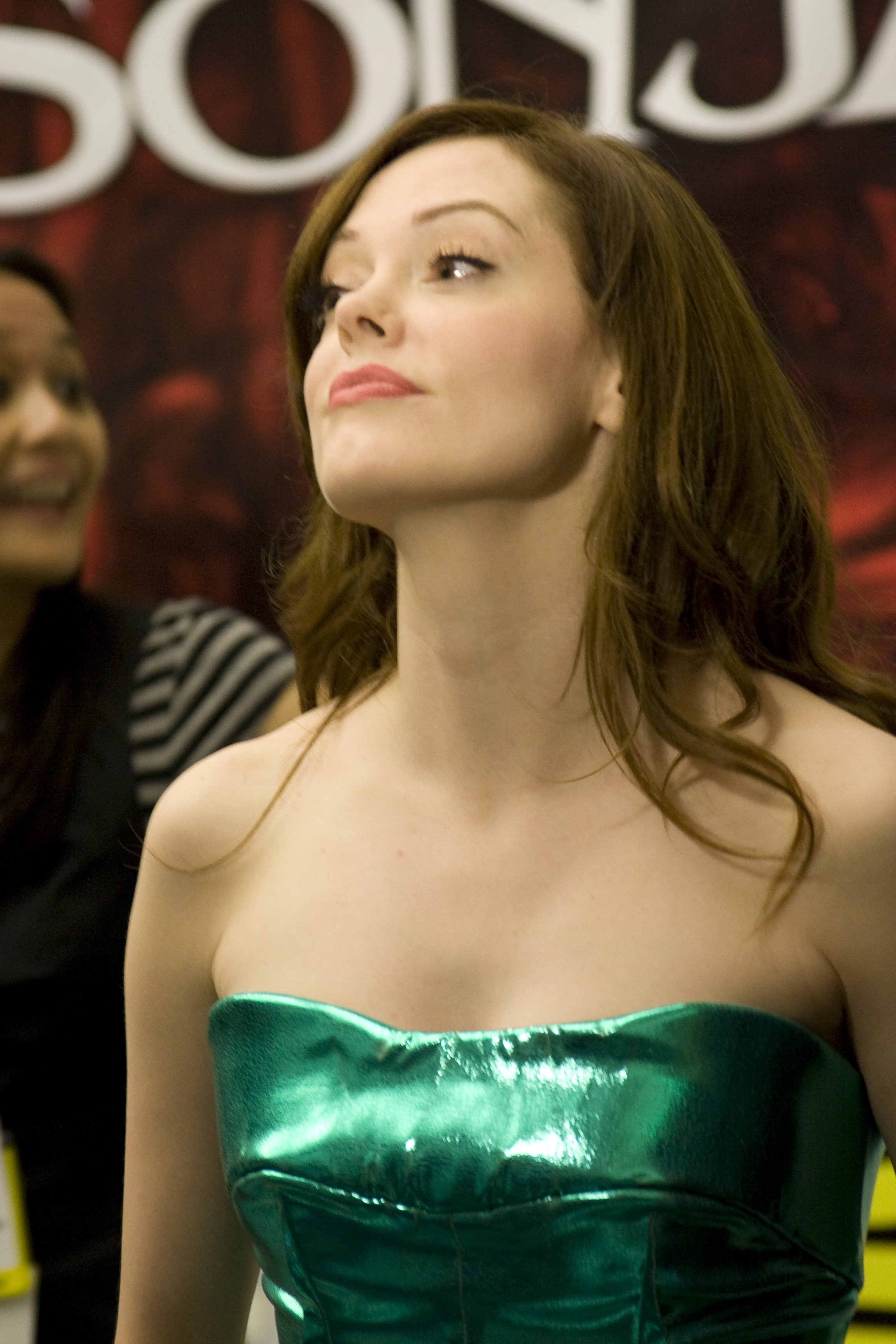
McGowan na festiwalu w San Diego w lipcu 2008

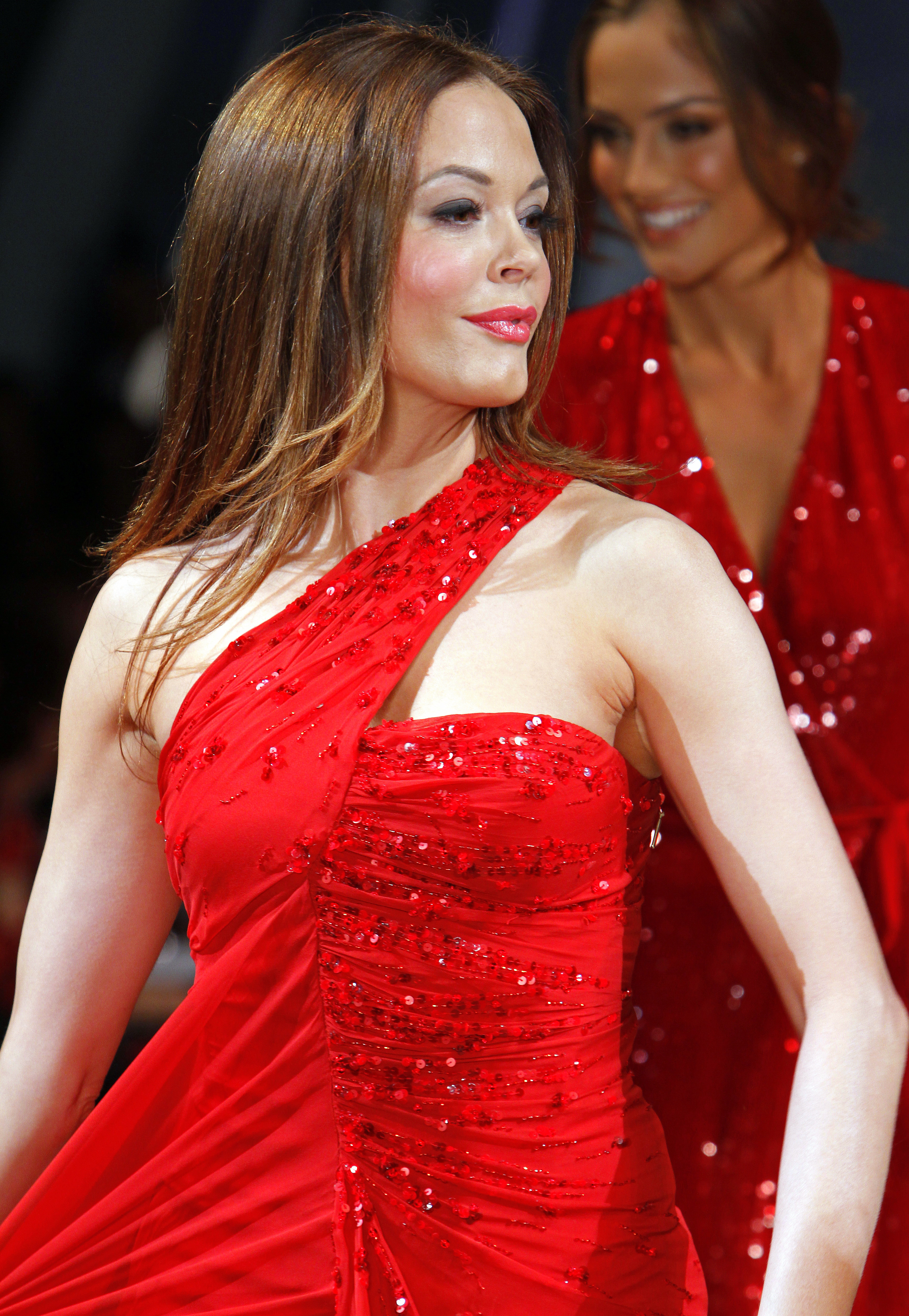
Rose McGowan w 2012 roku

- 1992: Jaskiniowiec z Kalifornii (Encino Man) jako Nora
- 1995: Doom Generation – Stracone pokolenie (The Doom Generation) jako Amy Blue
- 1996: Krzyk (Scream) jako Tatum Riley
- 1996: Eko-jaja (Bio-Dome) jako Denise
- 1997: Lewis & Clark & George jako George
- 1997: Kiss & Tell jako Jasmine Hoyle
- 1997: Donikąd (Nowhere) jako laska z doliny #3
- 1997: Seed jako Miriam
- 1997: Na całość (Going All the Way) jako Gale Ann Thayer
- 1998: Powrót do Bostonu (Southie) jako Kathy Quinn
- 1998: Odwieczny wróg (Phantoms) jako Lisa Pailey
- 1998: Całkowite oddanie (Devil in the Flesh) jako Debbie Strand
- 1999: Sleeping Beauties jako Sno Blo
- 1999: Cukiereczek (Jawbreaker) jako Courtney Alice Shayne
- 2000: Ostatni etap (The Last Stop) jako Nancy
- 2000: Kibice do dzieła! (Ready to Rumble) jako Sasha
- 2001: Dziedziniec śmierci (The Killing Yard) jako Linda Borus
- 2001: Małpiszon (Monkeybone) jako Kitty
- 2001: Strange Hearts jako Moira Kennedy
- 2003: Odkurzacze (Vacuums) jako Debbie Dinsdale
- 2004: Lest We Forget: The Video Collection jako Jackie O
- 2005: Elvis – Zanim został królem (Elvis) jako Ann-Margret
- 2006: Czarna Dalia (The Black Dahlia) jako Sheryl Saddon
- 2007: Grindhouse: Death Proof jako Pam
- 2007: Grindhouse: Planet Terror jako Cherry
- 2008: 50 ocalonych (Fifty Dead Men Walking) jako Grace Sterrin
- 2010: Maczeta (Machete) jako Boots McCoy
- 2010: Dead Awake jako Charlie
- 2011: Roznosiciel (Rosewood Lane) jako Sonny Blake
- 2011: Conan Barbarzyńca 3D (Conan The Barbarian) jako Marique
- 2011: Żona pastora (The Pastor's Wife) jako Mary Winkler
- 2014: The Tell-Tale Heart jako Ariel

### Seriale
- 1990: True Colors jako Suzanne (gościnnie)
- 2001–2006: Czarodziejki (Charmed) jako Paige Matthews
- 2001: What About Joan jako Maeve (gościnnie)
- 2013–2014: Dawno, dawno temu (Once Upon A Time) jako młoda Cora (gościnnie)
- od 2014: Wybraniec (Chosen) jako Josie Acosta